# Sergio Pérez Visca
Sergio Maximiliano Pérez Visca (Montevideo, 26 maggio 1988) è un ex calciatore uruguaiano, di ruolo centrocampista.